# 党州
党州（黨州、とうしゅう）は、中国にかつて存在した州。唐代から北宋初年にかけて、現在の広西チワン族自治区玉林市北部に設置された。

## 概要
682年（永淳元年）、唐により古党洞が開かれて党州が置かれた。742年（天宝元年）、党州は寧仁郡と改称された。758年（乾元元年）、寧仁郡は党州の称にもどされた。党州は嶺南道の邕管十州に属し、撫安・善労・善文・寧仁・容山・懐義・福陽・古符の8県を管轄した。
974年（開宝7年）、北宋により党州は廃止された。